# Маккензі (округ, Північна Дакота)
Шаблон:StateAbbr_ 47°44′ пн. ш. 103°23′ зх. д. / 47.73° пн. ш. 103.39° зх. д.
Округ Маккензі (англ. McKenzie County) — округ (графство) у штаті Північна Дакота, США. Ідентифікатор округу 38053.

## Історія
Округ утворений 1905 року.

## Демографія
За даними перепису 
2000 року 
загальне населення округу становило 5737 осіб, усе сільське.
Серед мешканців округу чоловіків було 2878, а жінок — 2859. В окрузі було 2151 домогосподарство, 1549 родин, які мешкали в 2719 будинках.
Середній розмір родини становив 3,17.
Віковий розподіл населення поданий у таблиці:
| Стать    | До 15 років | 15-21 | 22-29 | 30-39 | 40-49 | 50-65 | 65-85 | Понад 85 |
| -------- | ----------- | ----- | ----- | ----- | ----- | ----- | ----- | -------- |
| Чоловіки | 720         | 302   | 143   | 311   | 497   | 487   | 362   | 56       |
| Жінки    | 682         | 275   | 138   | 344   | 470   | 468   | 410   | 72       |

## Суміжні округи
- Вільямс — північ
- Маунтрейл — північний схід
- Данн — південний схід
- Біллінгс — південь
- Голден-Веллі — південний захід
- Вайбо, Монтана — захід
- Ричленд, Монтана — північний захід

## Виноски
1. ↑  US Decennial Census. US Census Bureau. Архів оригіналу за 26 квітня 2015. Процитовано 1 лютого 2015.
2. ↑  Historical Census Browser. University of Virginia Library. Архів оригіналу за 11 серпня 2012. Процитовано 1 лютого 2015.
3. ↑  Forstall, Richard L., ред. (20 квітня 1995). Population of Counties by Decennial Census: 1900 to 1990. US Census Bureau. Архів оригіналу за 5 березня 2015. Процитовано 1 лютого 2015.
4. ↑  Census 2000 PHC-T-4. Ranking Tables for Counties: 1990 and 2000 (PDF). US Census Bureau. 2 квітня 2001. Архів оригіналу (PDF) за 18 грудня 2014. Процитовано 1 лютого 2015.
5. ↑  State & County QuickFacts. Бюро перепису населення США. Архів оригіналу за 7 червня 2011. Процитовано 1 листопада 2013.(англ.) Наведено за англійською вікіпедією.
6. ↑  American FactFinder. Бюро перепису населення США. Архів оригіналу за 26 лютого 2012. Процитовано 31 січня 2008.

| США | Це незавершена стаття з географії США. Ви можете допомогти проєкту, виправивши або дописавши її. |